# Elaheh Mohammadi
Elaheh Mohammadi (en persan الهه محمدی ; née en 1987) est une journaliste iranienne qui couvre les questions de société et les droits des femmes pour le quotidien réformateur Ham-Mihan.

## Biographie
Elle partage depuis l'enfance avec sa sœur Elnaz Mohammadi une passion pour l'écriture, la littérature et la poésie. Licenciée en langue et littérature persanes à l'Université Al Zahra en 2009 et titulaire d'une maîtrise en en “Women’s study” obtenue  l'Université Shahid Bahonar de Kerman en 2011, elle commence une carrière de journaliste dans plusieurs journaux locaux comme Etemaad Daily, Khabar Online, Haft-e Sobh Daily et Etemaad Online.
Mohammadi est arrêtée par les forces de sécurité iraniennes le 29 septembre 2022 pour avoir couvert les funérailles de Mahsa Amini,,,,,.
Le magazine Time la nomme parmi les 100 personnes les plus influentes au monde en 2023,. Elle reçoit également le Prix mondial de la liberté de la presse UNESCO/Guillermo Cano avec deux de ses consœurs iraniennes en 2023.

## Reportage sur les funérailles et l'arrestation de Mahsa Amini
En septembre 2022, Mohammadi est la seule journaliste à couvrir les funérailles de Mahsa Amini à Saqqez, révélant ainsi au monde le deuil vécu alors par la communauté kurde en Iran. Cette jeune fille de 22 ans avait en effet passé trois jours dans le coma après son arrestation par la tristement célèbre police des mœurs de Téhéran pour “port de vêtements non appropriés” et était décédée le 16 septembre. Mohammadi rapporte l'attaque policière lors des funérailles,. Elle couvre cette cérémonie et la révolte qui s'en est suivi dans un article intitulé "Une terre de chagrin".
À la suite de cette publication, Mohammadi est convoquée au bureau du ministère du Renseignement pour un interrogatoire le 29 septembre 2022. En chemin, elle est arrêtée par des agents des services du renseignement et incarcérée à la prison d'Evin. Mohammad Ali Kamfiroozi, l'avocat de Mohammadi, annonce la nouvelle sur sa page sur les réseaux sociaux,,. (L'avocat, qui défendait plusieurs journalistes emprisonnées, est lui-même arrêté le 17 décembre 2022.)

## Arrestation
À la suite de cette arrestation, une campagne de diffamation est organisée pour discréditer Elaheh Mohammadi. Le 4 novembre 2022, les Gardiens de la révolution islamique et le ministère du Renseignement publient une déclaration conjointe, remplie d’affirmations non fondées, accusant Mohammadi et Niloofar Hamedi, une autre journaliste, d’être des agentes de la CIA organisant une opération lancée par des agences de renseignement occidentales «dans le but de commettre des crimes contre la grande nation iranienne.» Elles seraient, selon cette déclaration, engagées dans une « guerre multidimensionnelle » organisée par « les agences de renseignement occidentales et sionistes… pour mener une planification sérieuse et ininterrompue dans le but d’influencer différentes couches sociales, en particulier dans les domaines liés aux femmes ».

## Poursuites judiciaires et acquittement
Elaheh Mohammadi reste emprisonnée à la prison d'Evin jusqu'au verdict de son procès. Celui-ci s'ouvre le 30 mai 2023 : elle doit répondre aux chefs d'accusation de « collaboration avec le gouvernement hostile des États-Unis », de « propagande contre l’État » et de « rassemblement et collusion pour agir contre la sécurité nationale ». En octobre 2023, elle est condamnée à sept ans de prison.
Sa sœur Elnaz Mohammadi est condamnée à trois ans de prison en septembre 2023 pour avoir couvert, dans la continuité du travail d’Elaheh, le mouvement populaire “Femme, Vie, Liberté” déclenché par la mort d'Amini,.
En janvier 2024, après 17 mois de détention, Elaheh Mohammadi et Niloofar Hamedi sont libérées provisoirement sous caution alors qu’elles attendent le verdict en appel de leur condamnation,,.
Le 11 août 2024, les avocats de Mohammadi annoncent que la journaliste est acquittée par la Cour d'appel du chef d'accusation de « collaboration avec un gouvernement étranger hostile, les États-Unis ». La cour les condamne cependant à cinq ans d'emprisonnement chacune pour les  charges de “complot et collusion pour commettre un crime contre la sûreté nationale” et de “propagande contre la République islamique”,.
Le 19 octobre de la même année, neuf mois après leur libération conditionnelle, la justice somme les deux journalistes de "se rendre en prison dans les cinq jours". De nombreuses personnalités iraniennes et internationales se mobilisent alors pour protester contre cet acharnement judiciaire.
Le 11 février 2025, Mohammadi est graciée par la plus haute autorité judiciaire iranienne aux côtés de Niloofar Hamedi à l'occasion de l'anniversaire de la révolution islamique de 1979 avec l'approbation du guide suprême, l'ayatollah Ali Khamenei. Les grâces ont permis d'effacer les accusations restantes de « collusion contre la sécurité nationale » et de « propagande contre le régime », clôturant ainsi leurs dossiers,.

## Prix et reconnaissances
- Prix international de la liberté de la presse décerné par les Journalistes canadiens pour la liberté d'expression (CJFE), partagé avec Niloofar Hamedi, février 2023 [22],[23]
- Prix Louis M. Lyons 2023 de Harvard pour la conscience et l'intégrité dans le journalisme, partagé avec Niloofar Hamedi, mars 2023 [24],[25]
- En mars 2023, le conseil municipal de Turin a accordé la citoyenneté d'honneur à la journaliste iranienne Elahe Mohammadi[26].
- Prix mondial de la liberté de la presse UNESCO/Guillermo Cano 2023, partagé avec Niloofar Hamedi et Narges Mohammadi[3].
- En avril 2023, Mohammadi et Niloofar Hamedi ont été inclus dans la liste des 100 personnes les plus influentes au monde du magazine Time[27].
- Juin 2023, prix Golden Pen de la WAN-IFRA, partagé avec Niloofar Hamedi[28].